# Romario Moise
Romario Florin Moise (n. 21 septembrie 1996, Ploiești, România) este un fotbalist român, care joacă pe post de mijlocaș la Beroe Stara Zagora în A PFG.

## Biografie
Numele lui este Romario deoarece tatăl său, care poartă numele de Beckenbauer după fotbalistul internațional german Franz Beckenbauer , a fost un fan al echipei Braziliei câștigătoare a Cupei Mondiale din 1994 , iar jucătorul său favorit din acea echipă era Romário . Are un frate mai mic care joacă și fotbal și îl cheamă Antonio după fotbalistul internațional italian Antonio Conte . 

## Statistici

### Club
De la meciul jucat pe 16 mai 2022
| Club                         | Sezon         | Ligă          | Ligă      | Ligă   | Cupa Nationala | Cupa Nationala | Continental | Continental | Alte      | Alte   | Total     | Total  |
| Club                         | Sezon         | Divizia       | Aplicații | Goluri | Aplicații      | Goluri         | Aplicații   | Goluri      | Aplicații | Goluri | Aplicații | Goluri |
| ---------------------------- | ------------- | ------------- | --------- | ------ | -------------- | -------------- | ----------- | ----------- | --------- | ------ | --------- | ------ |
| Astra Giurgiu                | 2015–16       | Liga I        | 1         | 0      | 1              | 0              | 0           | 0           | 1         | 0      | 3         | 0      |
| Astra Giurgiu                | 2016–17       | Liga I        | 9         | 0      | 1              | 0              | 0           | 0           | 1         | 0      | 11        | 0      |
| Astra Giurgiu                | 2017–18       | Liga I        | 23        | 4      | 3              | 2              | 1           | 0           | 0         | 0      | 27        | 6      |
| Astra Giurgiu                | 2018–19       | Liga I        | 21        | 2      | 2              | 0              | 0           | 0           | 0         | 0      | 23        | 2      |
| Astra Giurgiu                | 2019–20       | Liga I        | 3         | 0      | 1              | 0              | 0           | 0           | 0         | 0      | 4         | 0      |
| Astra Giurgiu                | 2020–21       | Liga I        | 13        | 0      | 1              | 0              | 0           | 0           | 0         | 0      | 14        | 0      |
| Astra Giurgiu                | Total         | Total         | 70        | 6      | 9              | 2              | 1           | 0           | 2         | 0      | 82        | 8      |
| UTA Arad (împrumut)          | 2019–20       | Liga II       | 22        | 8      | 1              | 1              | 0           | 0           | 0         | 0      | 23        | 9      |
| Petrolul Ploiești (împrumut) | 2020–21       | Liga II       | 6         | 1      | 2              | 1              | 0           | 0           | 0         | 0      | 8         | 2      |
| Rapid București              | 2021–22       | Liga I        | 23        | 2      | 2              | 0              | 0           | 0           | 0         | 0      | 25        | 2      |
| Total cariera                | Total cariera | Total cariera | 121       | 17     | 14             | 4              | 1           | 0           | 2         | 0      | 138       | 21     |

## Onoruri
Astra Giurgiu
- Liga I : 2015–16

UTA Arad
- Liga II : 2019–20